# Рима-Сан-Джузеппе
Рима-Сан-Джузеппе (итал. Rima San Giuseppe) — коммуна в Италии, располагается в регионе Пьемонт, в провинции Верчелли.
Население составляет 65 человек (2008 г.), плотность населения составляет 2 чел./км². Занимает площадь 34 км². Почтовый индекс — 13020. Телефонный код — 0163.
В коммуне 15 августа особо празднуется Успение Пресвятой Богородицы.

## Демография
Динамика населения:

## Администрация коммуны
- Официальный сайт: https://web.archive.org/web/20170511234229/http://www.comune.rimasangiuseppe.vc.it/